# 7468 Anfimov
7468 Anfimov este un asteroid din centura principală de asteroizi.

## Descriere
7468 Anfimov este un asteroid din centura principală de asteroizi. A fost descoperit pe 17 octombrie 1990 la Observatorul astrofizic din Crimeea de Liudmila Cernîh. El prezintă o orbită caracterizată de o semiaxă mare de 3,04 ua, o excentricitate de 0,12 și o înclinație de 4,4° în raport cu ecliptica.